# 1968年メキシコシティーオリンピックのハンガリー選手団
1968年メキシコシティーオリンピックのハンガリー選手団（1968ねんメキシコシティーオリンピックのハンガリーせんしゅだん）は、1968年10月12日から10月27日にかけてメキシコの首都メキシコシティーで開催された1968年メキシコシティーオリンピックのハンガリー選手団、およびその競技結果。

## 概要
今大会は金メダル10個、銀メダル10個、銅メダル12個の合計32個のメダルを獲得した。

## メダル
| メダル | 選手名                 | 競技 | 種目           |
| ------ | ---------------------- | ---- | -------------- |
| 金     | ジュラ・ジボツキー     | 陸上 | 男子ハンマー投 |
| 金     | アンゲラ・ネーメト     | 陸上 | 女子やり投     |
| 銀     | アンタル・キシュ       | 陸上 | 男子50km競歩   |
| 銅     | ラーザール・ロバース   | 陸上 | 男子ハンマー投 |
| 銅     | ジェルジ・クルチャール | 陸上 | 男子やり投     |
| 銅     | ヨラーン・クレイベルネ | 陸上 | 女子円盤投     |
| 銅     | アンナマーリア・トート | 陸上 | 女子五種競技   |